# Decatur (Nebraska)
Decatur é uma vila localizada no estado americano de Nebraska, no Condado de Burt.

## Demografia
Segundo o censo americano de 2000, a sua população era de 618 habitantes.
Em 2006, foi estimada uma população de 572, um decréscimo de 46 (-7.4%).

## Geografia
De acordo com o United States Census Bureau, a localidade tem uma área de 2,3 km², sem área coberta por água.

## Localidades na vizinhança
O diagrama seguinte representa as localidades num raio de 20 km ao redor de Decatur.